# Joseph Chavée
Joseph Chavée – francuski kierowca wyścigowy.

## Kariera
W swojej karierze wyścigowej Chavée poświęcił się głównie startom w wyścigach samochodów sportowych. W 1924 roku Francuz odniósł zwycięstwo w klasie 2 24-godzinnego wyścigu Le Mans, a w klasyfikacji generalnej uplasował się na czwartej pozycji.